# Lorenzo Staelens
Lorenzo Staelens, dit Lorre Staelens, né le 30 avril 1964 à Lauwe en Belgique, est un ancien footballeur international belge devenu entraîneur. Il évoluait comme demi-défensif ou arrière-central.

## Biographie
Lorenzo Staelens connait une superbe carrière qu'il commence au White Star Lauwe en 1982. Après deux ans au KV Courtrai, Lorre  part au FC Bruges où il montre tout son talent. Il joue 369 matches et marque 105 buts en neuf saisons avec les Blauw en Zwart et se constitue un palmarès exceptionnel : quatre titres, trois coupes de Belgique et six supercoupes.
Puis, Lorenzo Staelens rejoint les principaux rivaux des Brugeois, le RSC Anderlecht en 1998. À peine arrivé, il remporte un cinquième titre et, enfin le soulier d'or. En trois saisons avec les Mauves, il joue 87 matches et marque 11 buts.
En 2001, il quitte l'Europe et va terminer sa carrière au Japon dans un club de deuxième division, Oita Trinita.
Il a été international belge de 1990 à 2000. Il a disputé 69 matchs avec les Diables Rouges et marqué 7 buts. Il a disputé la Coupe du monde de 1994 et la Coupe du monde de 1998.
Après une courte pause, il revient à la tête du Futurosport de l'Excelsior de Mouscron puis comme entraîneur principal du club. Ses résultats sont jugés insuffisants et il retourne s'occuper du centre de formation. La saison suivante, il quitte le club pour l'Eendracht Alost comme entraîneur principal. Deux mois seulement après son arrivée, il décide de quitter le club à la suite de problèmes avec le président. 
Il entraîne le K Blue Star Poperinge, en championnat provincial en 2004-2005.
Il est ensuite directeur sportif du KV Courtrai en 2005-2006. Un an après, il est entraîneur-adjoint au KSV Roulers, avant de rejoindre le Cercle Bruges KSV en juillet 2008 pour épauler l'entraîneur Glen De Boeck. Il en devient l'entraîneur principal en avril 2013 et signe un contrat avec le club jusqu'en 2015. Malheureusement, il est licencié au début du mois d'octobre 2014 après une succession de mauvais résultats et une dernière place en championnat. Il reste ensuite un an sans club puis en octobre 2015, il prend en mains l'équipe d'OMS Ingelmunster, en Promotion A. Son passage y est de courte durée car après deux matches, il décide de ne pas signer son contrat et quitte le club.
Le 27 janvier 2016, il signe jusqu'à la fin de la saison au Royal Mouscron-Péruwelz en tant qu'adjoint de Glen De Boeck qu'il a déjà côtoyé au Cercle de Bruges.

## Palmarès

### Joueur
- 4 fois champion de Belgique avec le FC Bruges : 1990, 1992, 1996 et 1998
- 3 fois vainqueur de la coupe de Belgique avec le FC Bruges : 1991, 1995, 1996
- 6 fois vainqueur de la Supercoupe de Belgique avec le FC Bruges : 1990, 1991, 1992, 1994, 1996, 1998
- 1 fois champion de Belgique avec le RSC Anderlecht : 2000
- 1 fois vainqueur de la Supercoupe de Belgique avec le RSC Anderlecht : 2000
- Footballeur Pro de l'année 1994 avec le FC Bruges.
- Soulier d'Or 1999.

### Entraîneur
- Finaliste de la Coupe de Belgique en 2013 avec le Cercle Bruges